# Carl Bonde (1786–1854)
Carl Carlsson Bonde, född 6 oktober 1786 på Håtunaholms säteri, Uppland, död 24 februari 1854 på Ericsbergs slott, Södermanland, var en svensk friherre, jurist, överstekammarjunkare, riksdagsman, godsägare och affärsman. Han var son till friherre Carl Göran Bonde och far till friherrarna Carl Jedvard och Knut Filip Bonde.

## Biografi

### Bakgrund
Carl Bonde intresserade sig för vetenskapliga studier istället för en militär karriär som var vanligt för unga adelsmän på denna tid. Redan vid 16 års ålder disputerade han som filosofie doktor vid Wittenbergs universitet. Han studerade även juridik och blev så småningom juris doktor. Bonde tjänstgjorde från 1806 som auskultant i Göta hovrätt, men lämnade tjänstemannabanan efter bara två år.

### Godsägare och affärsman
1809 ärvde Bonde efter sin morbror David Gotthard Hildebrand Ericsbergs slott i Södermanland och Hildebrandska husen i Stockholm. Genom arv och byte införskaffade han även Gimmersta herrgård, Nynäs slott samt Sikfors bruk. Bonde ägnade sig därefter åt lantbruk, brännvinsbränning och affärer. Han reste ofta mellan sina olika ägor för att se efter att allt gick rätt till. Trots sina stora rikedomar klädde han sig mycket enkelt och det var svårt att tro att friherren var något annat än en vanlig bonde. Även hans levnadssätt påminde om en torpare och hans måltider bestod mest av sill och potatis.
Dåliga affärer ledde till att Bonde drog på sig stora skulder och han blev tvungen att ställas under administration av sin far och flera egendomar fick säljas. Efter några år fick han åter kontrollen över sina tillgångar och fortsatte att engagera sig i olika sorters affärer. Via sin arrendator Janne Stenberg köpte Bonde stora mängder med brännvin, spannmål, fläsk, lin och vävnader runt om i Sörmland, Örebro, Hova och Sala som han sedan sålde vidare. Bonde var även involverad i handel med brännvin på Stockholmsbörsen. Han lät bygga ett stort brännvinsmagasin i Eskilstuna som fick namnet ”Bränvinsborg”.
Bonde skövlade all skog kring Ericsberg och satte upp kolmilar på marken dit virket fördes. Länsmannen hade mutats och det hela verkade gå förbi obemärkt. Men till slut fick landshövdingeämbetet i Nyköping reda på förhållandet och tillsatte en ordentlig utredning. Efter en lång rättsprocess dömdes Bonde för ”oloflig skogsåverkan på allmänningen” av Nyköpings tingsrätt. Han blev ålagd att betala 10 000 riksdaler till allmänningskassan vilket fortsatte vara en stående fond i Oppunda härad år 1898.

### Politisk karriär
Bonde bevistade riksdagarna 1809–1810, 1812 (urtima), 1823 samt 1840–1841 för Ridderskapet och Adelen. Vid riksdagen 1809–1810 var han ledamot i riddarhusutskottet.

### Senare liv
1842 utsågs Bonde till överstekammarjunkare hos kung Karl XIV Johan. Året därpå mottog han Nordstjärneorden av Kungen.

## Familj
Carl Bonde tillhörde den friherrliga ätten Bonde nr 20. Han var son till excellensen friherre Carl Göran Bonde och Agneta Sofia Hildebrand samt sonson till kapten Jöns Alexander Bonde. Han gifte sig på Ericsbergs slott den 17 maj 1812 med sin syssling Ingeborg Bonde, dotter till överste Carl Filip Bonde och friherrinnan Andréetta Ulrika Sparre. Paret fick tre barn.

### Barn
- Friherre Carl Jedvard Bonde (1813–1895), överstekammarherre; gift med grevinnan Wilhelmina Lewenhaupt (1817–1899), överhovmästarinna.
- Friherre Knut Filip Bonde (1815–1871), överstekammarjunkare; gift med lady Helena Ester Florence Robinson (1817–1900).
- Grevinnan Sofia Ulrika von Fersen (1817–1846); gift med greve Hans von Fersen (1802–1839), major.

## Utmärkelser
- Riddare av Kungl. Nordstjärneorden, 6 februari 1843.[4]